# Daniels Ontužāns
Daniels Ontužāns (ur. 7 marca 2000 w Vangaži) – łotewski piłkarz występujący na pozycji pomocnika w niemieckim klubie SC Freiburg II oraz reprezentancji Łotwy.

## Biografia
Jest wychowankiem Skonto FC. Następnie grał w juniorach FC Augsburg, a w 2010 został juniorem Bayernu Monachium. W 2019 został promowany do rezerw Bayernu. W lutym 2020 został wypożyczony do FC Sankt Gallen. W 2021 roku został zawodnikiem rezerw SC Freiburg.
10 czerwca 2019 zadebiutował w reprezentacji Łotwy w przegranym 0:5 meczu ze Słowenią w ramach eliminacji do Mistrzostw Europy 2020.

## Statystyki ligowe
| Sezon         | Klub                | Liga    | Mecze | Gole |
| ------------- | ------------------- | ------- | ----- | ---- |
| 2019/2020 (j) | Bayern Monachium II | 3. Liga | 0     | 0    |
| 2019/2020 (w) | FC Sankt Gallen II  | 1. Liga | 0     | 0    |
| 2020/2021     | Bayern Monachium II | 3. Liga | 4     | 0    |